# Union des villes taurines françaises
L'Union des villes taurines françaises (U.V.T.F.) est une association loi de 1901 créée  à Arles, dans le département des Bouches-du-Rhône, en 1966. Elle est chargée de veiller à l'application du règlement taurin municipal, destiné à assurer la défense et la sauvegarde des courses de taureaux avec mise à mort et empêcher que des abus ne soient commis dans la présentation des taureaux de combat.

## Présentation
En France, la loi du 2 juillet 1850 condamnant les sévices aux animaux, dite loi Grammont, interdit la corrida sauf « lorsqu'une tradition locale ininterrompue peut être invoquée ». Aucune loi analogue à la loi Corcuera n’existe. 
Certaines associations réclament la création d’une « Fédération française de corrida » à l'image des fédérations sportives. Il semble peu vraisemblable qu’une telle fédération puisse voir le jour. Toute réglementation écrite ne peut donc être que d’origine municipale.
Durant longtemps, on a en France, appliqué coutumièrement le Règlement des spectacles taurins espagnol. En 1972, l'Union des villes taurines françaises (UVTF) a établi un règlement, le Règlement de l'Union des villes taurines françaises, très largement inspiré du règlement espagnol, et invité ses membres à le rendre obligatoire sur leur territoire, par arrêté municipal. Toutes ne l'ont pas fait, mais dans ces communes, ainsi que dans les communes taurines qui ne sont pas membres de l’UVTF, ce règlement est appliqué coutumièrement. On peut lire à peu près tous les livres en français consacrés à la corrida, ainsi que les revues taurines, les pages taurines des quotidiens régionaux : tous font référence à cette application,,.

## Villes adhérentes
Les villes adhérant à l'UVTF sont : Aignan, Aire-sur-l'Adour, Alès, Arles, Arzacq, Bayonne, Beaucaire, Béziers, Bougue, Boujan-sur-Libron, Captieux, Carcassonne, Céret, Châteaurenard (Bouches-du-Rhône), Dax, Eauze, Fourques, Gamarde-les-Bains, Garlin, Hagetmau, Istres, La Brède, Lunel, Magescq, Maubourguet Maurrin, Millas, Mimizan, Mont-de-Marsan, Mugron, Nîmes, Orthez, Parentis-en-Born, Pérols, Plaisance-du-Gers, Pontonx-sur-l'Adour, Riscle, Rion-des-Landes, Rodilhan, Roquefort, Saint-Étienne-du-Grès, Saint-Gilles, Saintes-Maries-de-la-Mer, Saint-Martin-de-Crau, Saint-Perdon, Saint-Sever, Saint-Vincent-de-Tyrosse, Seissan, Soustons, Tarascon (Bouches-du-Rhône), Vauvert, Vic-Fezensac, et Villeneuve-de-Marsan.
Ne font pas partie de l'UVTF : Aramon, Aimargues, Bellegarde, Gimont, Méjanes.